# 渡島沼尻駅
渡島沼尻駅（おしまぬまじりえき）は、北海道（渡島総合振興局）茅部郡森町砂原東4丁目にある北海道旅客鉄道（JR北海道）函館本線（砂原支線）の駅である。駅番号はN67。電報略号はヌリ。事務管理コードは▲140154。
信号場に出自を持つ七飯駅管理（夜間連絡先は森駅）の無人駅である。

## 歴史

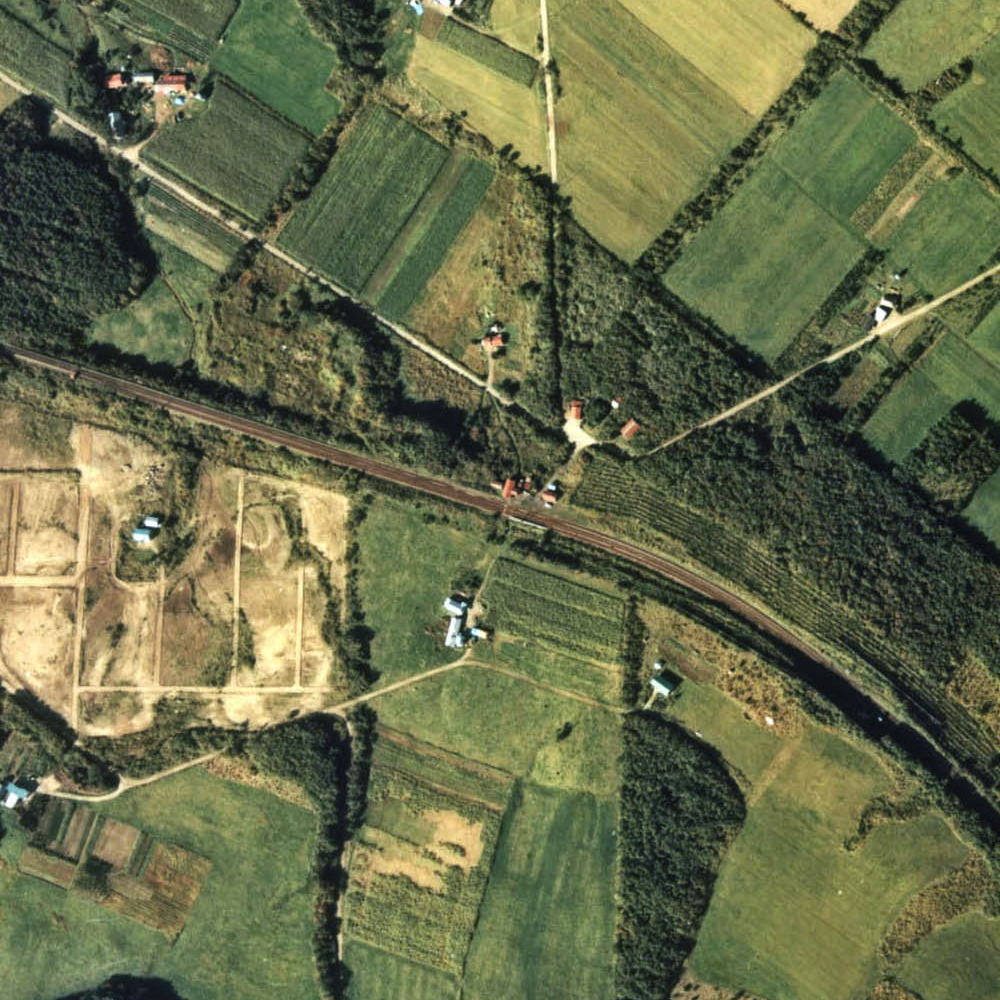
1976年の渡島沼尻信号場（仮乗降場）と周囲約750m範囲。右が鹿部・大沼方面。

- 1945年（昭和20年）6月1日：国有鉄道函館本線（砂原線）の大沼駅 - 渡島砂原駅間開通に伴い渡島沼尻信号場（おしまぬまじりしんごうじょう）として開設[3][4]。仮乗降場（局設定）として旅客を取扱い。
- 1949年（昭和24年）6月1日：日本国有鉄道法施行に伴い、日本国有鉄道（国鉄）に継承。
- 1987年（昭和62年）4月1日：国鉄分割民営化に伴い、北海道旅客鉄道（JR北海道）に継承。同時に駅へ昇格し、渡島沼尻駅となる[5]。
- 年月日不詳[注 1]：無人化。
- 1990年（平成2年）3月10日：営業キロ設定。
- 1991年（平成3年）12月24日：駅舎改築（一部撤去）[6]。
- 2007年（平成19年）10月1日：駅ナンバリングを実施[JR北 1]。
- 2021年（令和3年）11月30日：駅舎の解体（完全撤去）が開始。

### 駅名の由来
当駅の所在地近辺の地名から。開業時すでに同一駅名（釧路臨港鉄道沼尻駅、日本硫黄沼尻鉄道部沼尻駅）があっため旧国名の「渡島」を冠した。
「沼尻」の地名由来は諸説あり、一説にはアイヌ語の「ヌㇷ゚シㇼ（nup-sir）」（野・丘）が訛った、という説、別説として、当駅近郊の彦澗地区附近にある沼の尻部分に当たるために和名で沼尻と名付けた説、がある。

## 駅構造
相対式ホーム2面2線を有する地上駅で、列車交換可能な交換駅となっている。ホームは千鳥式に配置され、互いのホームは駅舎側ホーム東側と対向側ホーム西側を結んだ構内踏切で連絡している。駅舎側（北側）ホームが上り線、対向側ホームが下り線となっている（番線表示なし）。そのほか上下線共に安全側線を有し、下り線の森方から構内外側に分岐し対向側ホーム手前までの、転轍機が外され、レール末端部分には枕木が上に置かれた第3種車止めが設置されている行き止りの側線を1線有する。転轍機の形状は上り線からの片開き分岐である。
駅舎は有人信号場時代からの古い木造駅舎が残っていたが、前述の通り、2021年（令和3年）11月に解体が始められている。駅舎は構内の北西側に位置し上り線ホーム入口部分に接している。一部改築されており、かつては切妻屋根が交差したL字型の建物であったが、直行する部分が解体された。またバットレスが設置されている。駅舎内にトイレを有する。ホームは2本共に、大沼方、森方の双方にスロープを有している。長大な編成の列車同士の行き違いもできる設備の中に1両分のホームが設置されている。
駅の標高は60.5mである。

### のりば
| ホーム | 路線                   | 方向 | 行先           |
| ------ | ---------------------- | ---- | -------------- |
| 駅舎側 | ■函館本線 （砂原支線） | 上り | 函館方面       |
| 反対側 | ■函館本線 （砂原支線） | 下り | 森・長万部方面 |

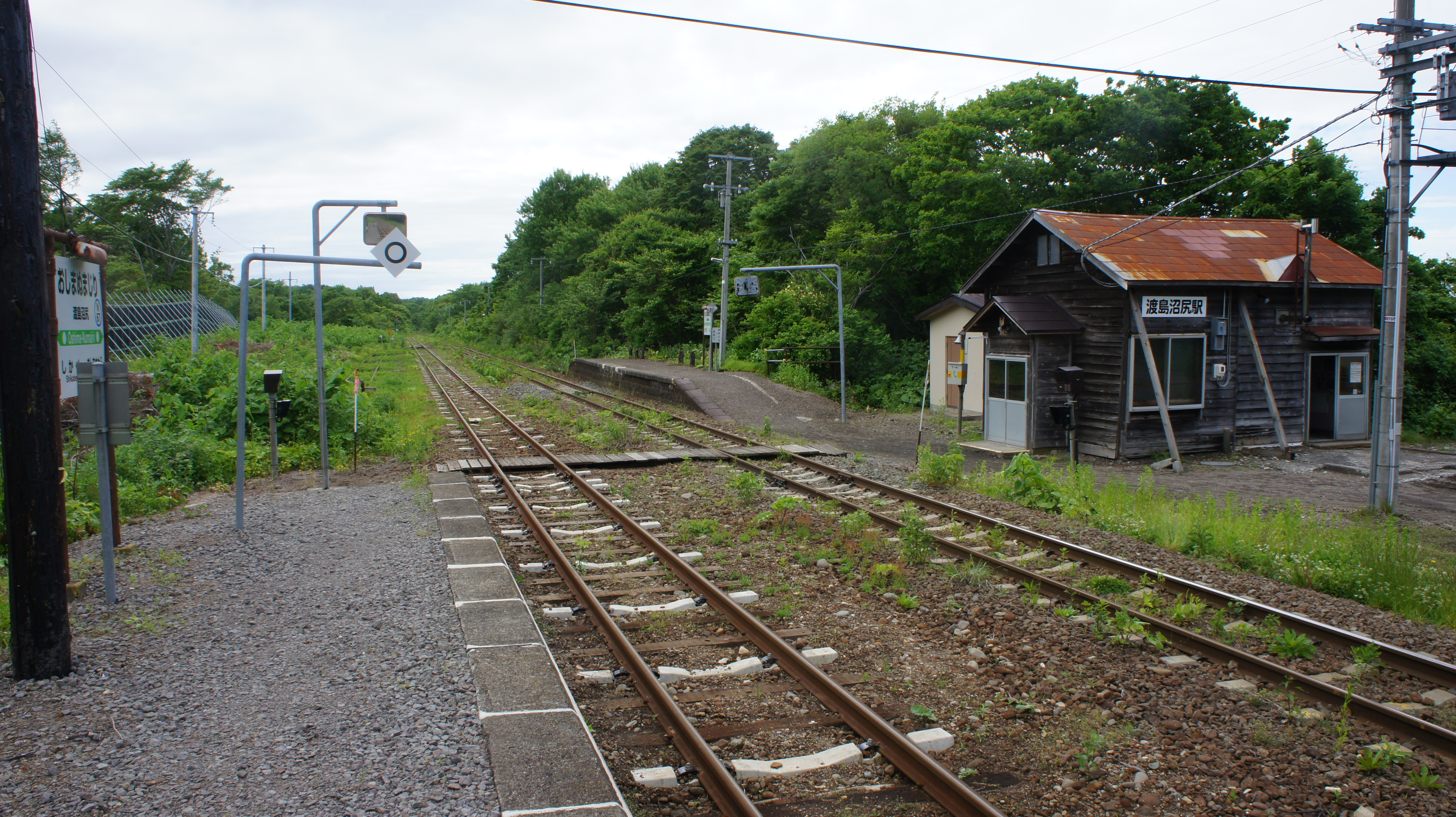
ホーム（2018年6月）
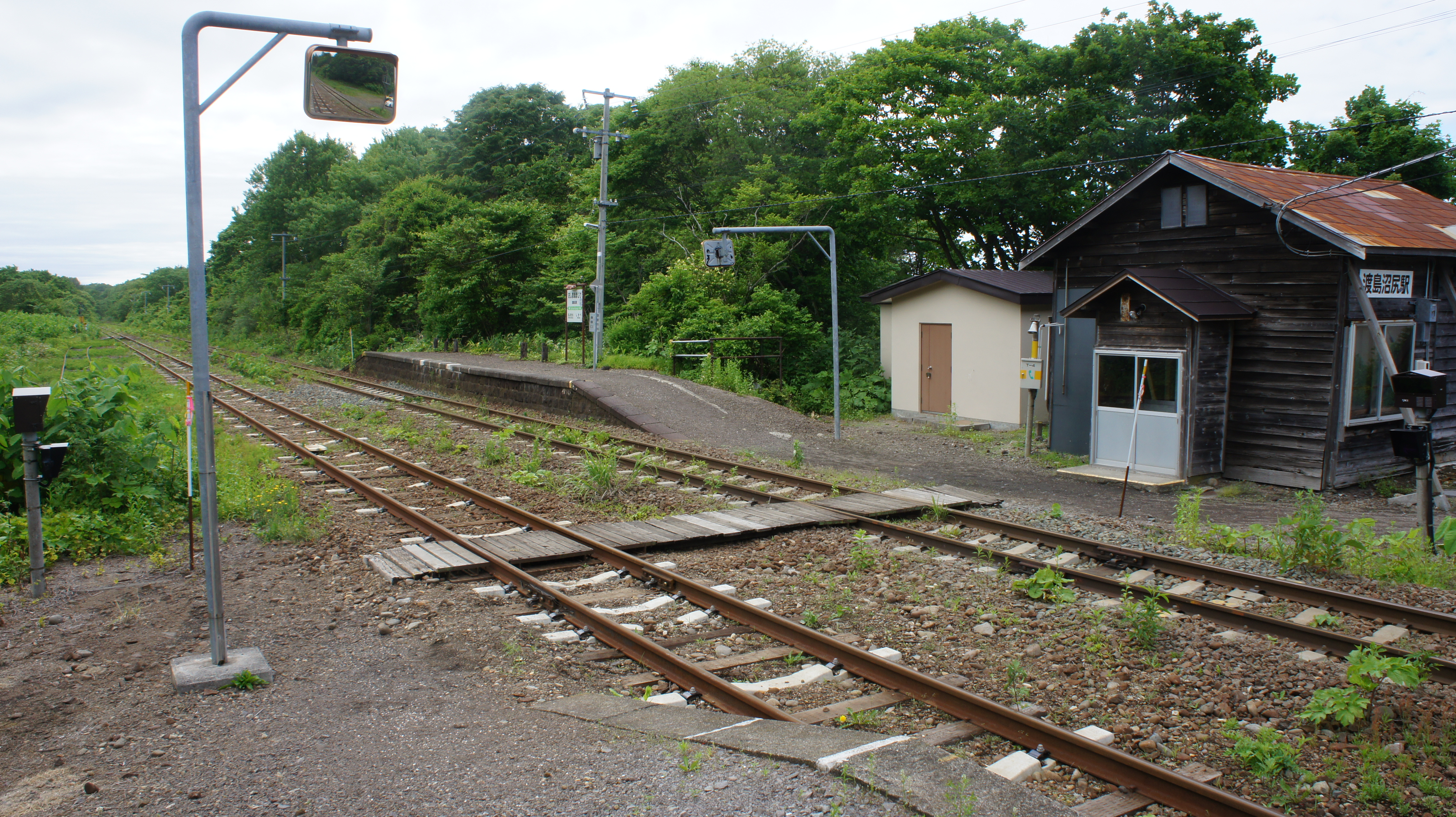
構内踏切（2018年6月）

## 利用状況
- 2011 - 2015年（平成23 - 27年）の乗降人員調査（11月の調査日）平均は「10名以下」[JR北 2]。
- 2013 - 2017年（平成25 - 29年）の乗車人員（特定の平日の調査日）平均は4.2人[11]。
- 2014 - 2018年（平成26 - 30年）の乗車人員（特定の平日の調査日）平均は3.6人[12]、乗降人員調査（11月の調査日）平均は「10名以下」[JR北 3]。
- 2015 - 2019年（平成27 - 令和元年）の乗降人員調査（11月の調査日）平均は「10名以下」[JR北 4]。
- 2016 - 2020年（平成28 - 令和2年）の乗降人員調査（11月の調査日）平均は「3名以下」[JR北 5]。

## 駅周辺
駒ケ岳山麓に位置し、駅周囲に人家は3軒のみで、林と農耕地帯となっている。
- 国道278号（恵山国道）
- 駒ヶ岳
- 明神川
- 鍛冶屋川
- 松屋崎

## その他
1945年7月の室蘭艦砲射撃の際には、当時の当信号場周辺も米軍機による機銃掃射を受けた。そのため現在も、時折米軍機が落としたとみられる薬莢が見つかるという。また当時は駅周辺に集落があり75軒ほどの民家が存在したというが、現在は前述の通り数軒を残すのみとなっている。
かつて、NHKBS1にて放映されたテレビ番組、『にっぽん木造駅舎の旅』にて紹介されたことがある。またHTB『探検!秘境駅 〜超maniac travel guide〜』第1回及び第2回で紹介されている（2017年現在もニコニコ動画にて視聴可能）。

## 隣の駅
北海道旅客鉄道（JR北海道）
■函館本線（砂原支線）
鹿部駅 (N68) - 渡島沼尻駅 (N67) - 渡島砂原駅 (N66)